# DJ Pavo
Paul van der Vooren (beter bekend als DJ Pavo (Latijn: pauw en Spaans: kalkoen) (Haarlem, 20 mei 1971) is een Nederlands live-dj en house-producer die sinds 1992 op diverse housefeesten actief is. Hij draait hardstyle en hardcore onder contract bij Q-dance, Nukleuz en Fusion Records. Samen met Lady Dana produceerde hij de cd van Qlimax 2002. Ook met The Prophet en Zany werkt Pavo veel samen. Op de editie van In Qontrol van 14 april 2007 draait DJ Pavo in de hardstyle-area. Pavo draaide ook op eerdere hardstyle- en hardcorefeesten zoals Masters of Hardcore, Defqon.1, Multigroove en Thunderdome.